# Nakano Seiya
Nakano Seiya (中野誠也 Nakano Seiya, sinh ngày 23 tháng 7 năm 1995) là một cầu thủ bóng đá người Nhật Bản thi đấu cho Júbilo Iwata.

## Sự nghiệp
Sinh ra ở Shizuoka và lớn lên trong hệ thống trẻ của Júbilo Iwata, Nakano gia nhập Đại học Tsukuba năm 2014. Anh tỏa sáng trong màu áo, ghi 5 bàn tại cúp quốc gia và đưa đội bóng đại học vào Vòng 16 đội (sau khi đánh bại 3 đội bóng chuyên nghiệp, đặc biệt là đội bóng ở J1 Vegalta Sendai).
Luôn được chú ý bởi Júbilo, năm 2017 anh gia nhập với tư cách là cầu thủ chỉ định đặc biệt cho câu lạc bộ có trụ sở ở Shizuoka. Anh ra mắt chuyên nghiệp ở mùa giải 2018 trước Shimizu S-Pulse ở J. League Cup, nơi anh ghi bàn thắng đầu tiên cho Júbilo.

## Thống kê câu lạc bộ
Cập nhật đến ngày 12 tháng 5 năm 2018.
| Thành tích câu lạc bộ | Thành tích câu lạc bộ | Thành tích câu lạc bộ | Giải vô địch | Giải vô địch | Cúp                   | Cúp                   | Cúp Liên đoàn | Cúp Liên đoàn | Tổng cộng | Tổng cộng |
| Mùa giải              | Câu lạc bộ            | Giải vô địch          | Số trận      | Bàn thắng    | Số trận               | Bàn thắng             | Số trận       | Bàn thắng     | Số trận   | Bàn thắng |
| Nhật Bản              | Nhật Bản              | Nhật Bản              | Giải vô địch | Giải vô địch | Cúp Hoàng đế Nhật Bản | Cúp Hoàng đế Nhật Bản | J. League Cup | J. League Cup | Tổng cộng | Tổng cộng |
| --------------------- | --------------------- | --------------------- | ------------ | ------------ | --------------------- | --------------------- | ------------- | ------------- | --------- | --------- |
| 2016                  | Đại học Tsukuba       | –                     | –            | –            | 1                     | 0                     | –             | –             | 1         | 0         |
| 2017                  | Đại học Tsukuba       | –                     | –            | –            | 4                     | 5                     | –             | –             | 4         | 5         |
| 2018                  | Júbilo Iwata          | J1 League             | 4            | 0            | 0                     | 0                     | 4             | 3             | 8         | 3         |
| Tổng                  | Tổng                  | Tổng                  | 4            | 0            | 5                     | 5                     | 4             | 3             | 13        | 8         |